# Sudden Lights
Sudden Lights — латвийская инди-рок группа, основанная в 2012 году в Риге. Представители Латвии на конкурсе песни «Евровидение-2023» с синглом «Aijā».

## История создания
Группа была основана в 2012 году Андрейсом Рейнисом Зитманисом и Мартинсом Матиссом Земитисом, когда оба учились в музыкальной школе в Риге. Дополнительные члены Карлис Матисс Зитманис и Карлис Вартиныш присоединились к группе в 2014 году.
В 2015 году выиграла конкурс музыкантов First Record (латыш. Pirmā plate). Первым призом конкурса стала возможность записать песню. Группа использовала свой приз для записи сингла «Tik Savadi», которая стала их первой опубликованной песней.
22 сентября 2017 года группа выпустила свой дебютный альбом «Priekšpilsētas», который содержит 10 песен как на латышском, так и на английском языках. Первый самоорганизованный концерт группы, на котором они исполнили песни с альбома, состоялся в Доме музыки «Дайле» в Риге 12 апреля 2018 года.

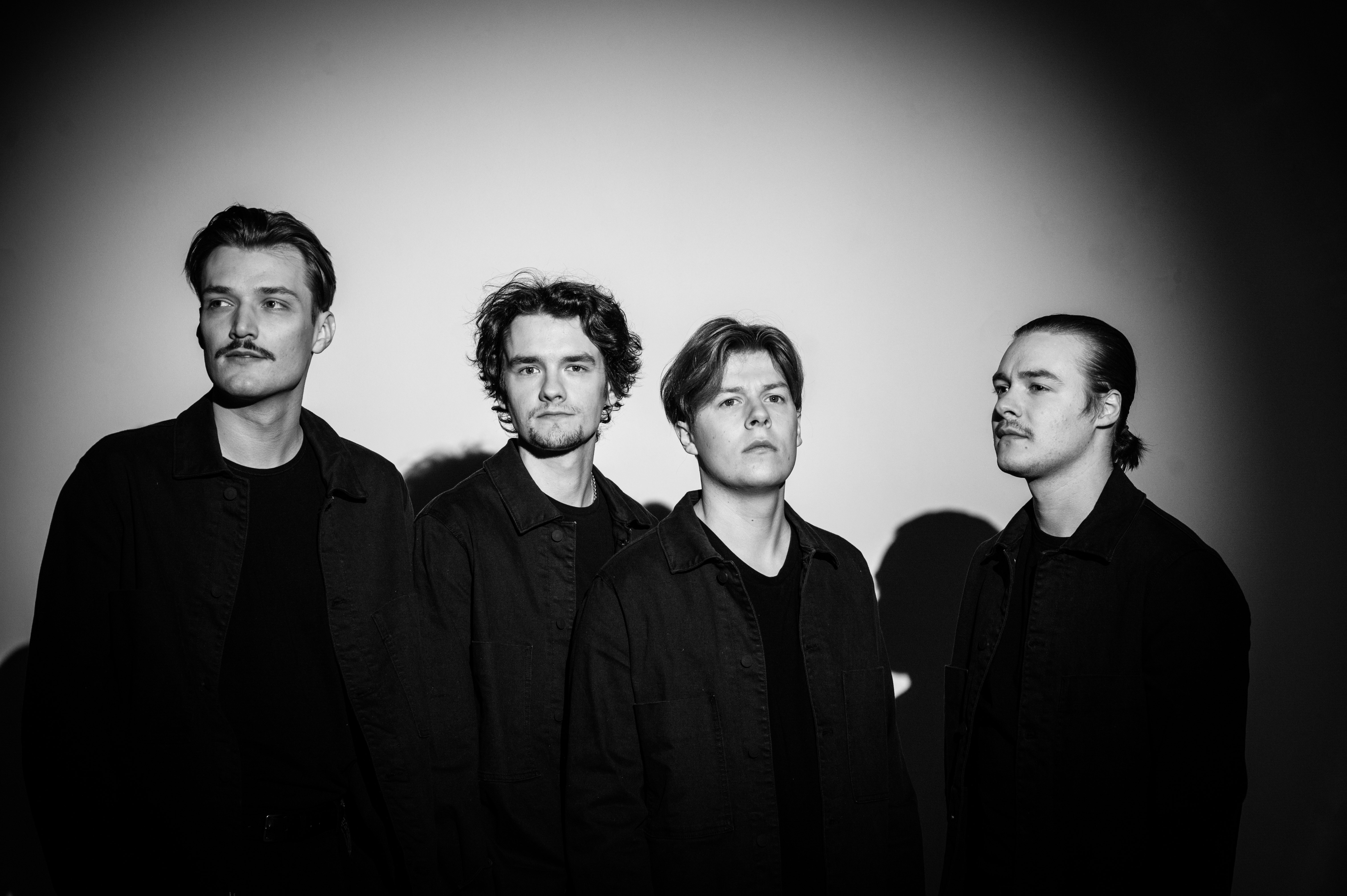
Sudden Lights в 2022 году

В начале 2018 года «Sudden Lights» приняли участие в национальном отборочном конкурсе Латвии на «Евровидение-2018» (латыш. Supernova 2018) со своей песней «Just Fine», заключительным треком их дебютного альбома, и заняли второе место .
С выходом своего тринадцатого студийного альбома «About the Boy Who Plays the Tin Drum» в 2018 году латвийская поп–рок группа «Brainstorm» объявила о концертном туре, в котором они привезут с собой «Sudden Lights» в качестве разогрева для всех своих концертов. Заключительный концерт тура посетили 60 000 человек на сцене Межапарка под открытым небом в Риге.
11 октября 2019 года был выпущен второй альбом «Sudden Lights» «Vislabāk ir tur, kur manis nav»  В конце февраля 2020 года группа начала свой первый концертный тур по Латвии. Они выступали в Валмиере, Лиепае и Алуксне до того, как пандемия COVID-19 вынудила их отменить заключительный концерт, запланированный на 20 марта в Риге.
Третий альбом группы «Miljards vasaru» был выпущен в мае 2022 года, а концертный тур альбома состоялся в четырех городах Латвии осенью 2022 года. Miljards vasaru был номинирован на латвийскую премию звукозаписи «Zelta Mikrofons 2023» как лучший поп-альбом. Запись концерта, как и дизайн альбома, получила номинацию, а две песни получили номинацию народного голосования в числе лучших песен года.

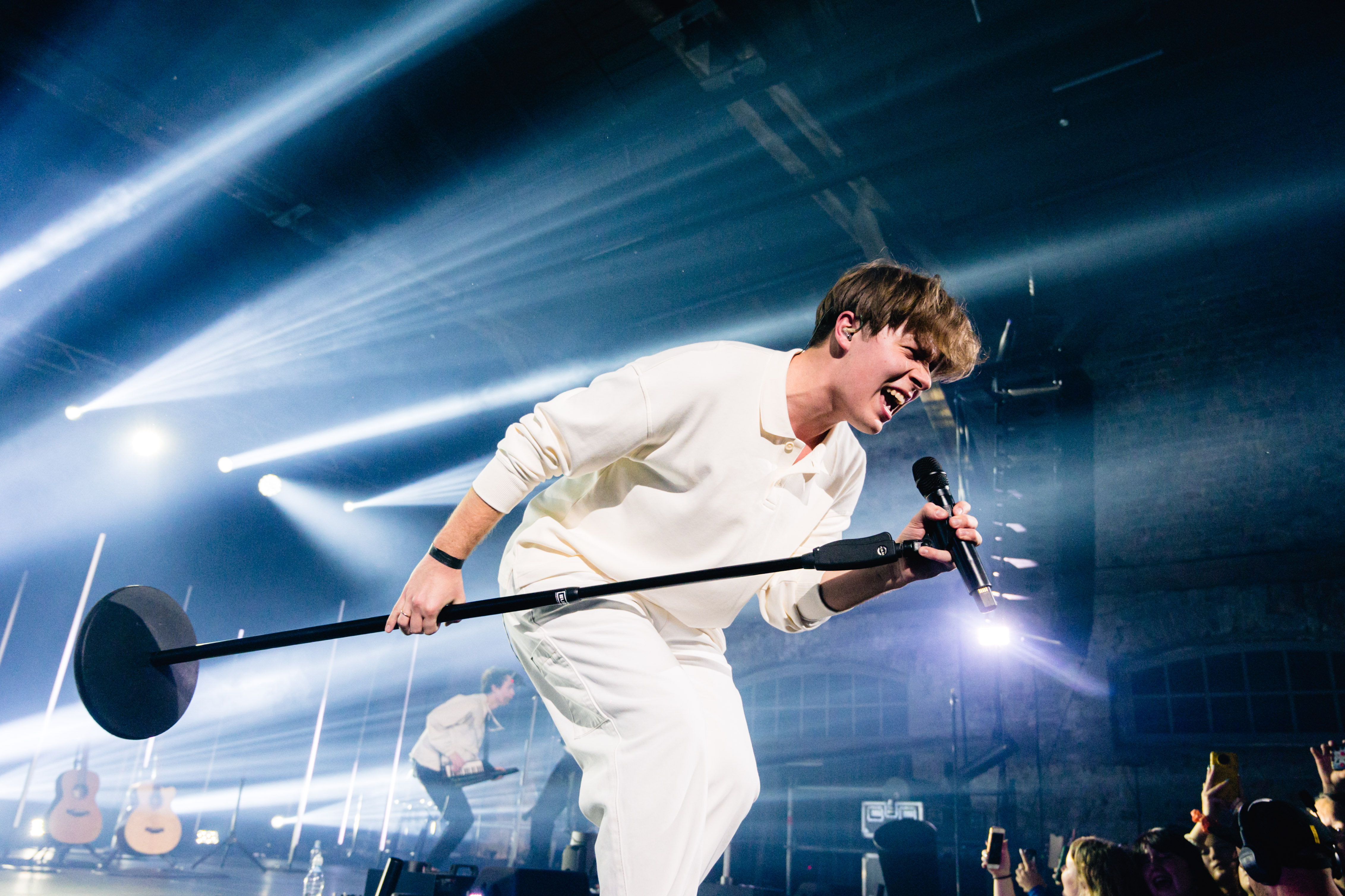
Андрейс Райнис Зитманис из «Sudden Lights» выступит на шоу Ханзаса Перонса в 2022 году

В январе 2023 года «Sudden Lights» приняли участие в национальном отборе (латыш. Supernova 2023) с песней «Aijā». Группа выиграла конкурс и тем самым получила право представлять Латвию на конкурсе песни «Евровидение-2023».